# Phạm Quốc Khánh (vận động viên wushu)
Phạm Quốc Khánh (sinh ngày 2 tháng 9 năm 1990) là một vận động viên Wushu Việt Nam.

## Sự nghiệp
Chiến thắng mang tầm quốc tế đầu tiên trong sự nghiệp của Phạm Quốc Khánh là tại Đại hội Thể thao châu Á 2006, anh ấy giành huy chương bạc tại nội dung biển diễn Nam quyền. Một năm sau, Khánh trở thành nhà vô địch thế giới ở nội dung biểu diễn Nam quyền tại Giải Vô địch Wushu Thế giới 2007. Anh ấy cũng giành được huy chương bạc ở nội dung biểu diễn Nam quyền tại Đại hội Thể thao Đông Nam Á 2007. Hai năm sau, anh thi đấu tại Đại hội Thể thao Đông Nam Á 2009 và đã giành được huy chương vàng ở nội dung biểu diễn Nam quyền. Gần một năm sau tại Đại hội Thể thao châu Á 2010, anh ấy giành được huy chương đồng ở nội dung biểu diễn Nam quyền.
Tại Đại hội Thể thao Đông Nam Á 2011, Phạm Quốc Khánh giành được huy chương bạc khác ở nội dung biểu diễn Nam quyền. Hai năm sau đó, anh ấy giành được huy chương bạc ở nội dung biểu diễn Nam côn tại Giải Vô địch Wushu Thế giới, tiếp đó là một huy chương vàng ở cùng nội dung đó và một huy chương đồng ở nội dung biểu diễn Nam đao tại Đại hội Thể thao Đông Nam Á 2013. Tại Đại hội Thể thao Đông Nam Á 2015, anh ấy cũng giành được 1 tấm huy chương bạc ở nội dung biểu diễn Nam quyền.
Hai năm sau, Phạm Quốc Khánh giành được 2 tấm huy chương bạc tại Đại hội Thể thao Đông Nam Á 2017, giành chiến thắng ở 2 nội dung biển diễn Nam quyền và Nam đao. Tại Giải Vô địch Wushu Thế giới 2017, anh ấy đã giành được huy chương đồng tại nội dung biểu diễn Nam quyền. Và anh ấy cũng đủ điều kiện để tham dự Giải Vô địch Biểu diễn Wushu Thế giới 2018 và giành huy chương bạc ở nội dung biểu diễn Nam quyền. Cùng năm đó, Khánh cũng giành được huy chương bạc ở nội dung biểu diễn Nam quyền tại Đại hội Thể thao châu Á. Tại Đại hội Thể thao Đông Nam Á 2019, Phạm Quốc Khánh giành được 2 huy chương, 1 huy chương vàng ở nội dung biểu diễn Nam quyền và 1 huy chương đồng ở nội dung biểu diễn Nam đao và Nam côn kết hợp. Tại Đại hội Thể thao Đông Nam Á 2021, anh ấy dành được 1 huy chương vàng ở nội dung biểu diễn Nam đao và 1 huy chương bạc ở nội dung biểu diễn Nam côn và tuyên bố giải nghệ.